# Dilophus plagiospinae
Dilophus plagiospinae är en tvåvingeart som beskrevs av Yang och Guang Yu Luo 1987. Dilophus plagiospinae ingår i släktet Dilophus och familjen hårmyggor. Inga underarter finns listade i Catalogue of Life.